# سلوکوس (دهانه)
سلوکوس یک دهانه برخوردی در ماه است.

## دهانه‌های اقماری
این دهانه ۲ دهانه اقماری دارد.
| Seleucus | عرض جغرافیایی | طول جغرافیایی | قطر         |
| -------- | ------------- | ------------- | ----------- |
| A        | ۲۲٫۰° N       | ۶۰٫۵° W       | ۶٫۰ کیلومتر |
| E        | ۲۲٫۴° N       | ۶۳٫۹° W       | ۴٫۰ کیلومتر |